# Mancomunidad
Una mancomunidad es una asociación de municipios. Las mancomunidades gozan de personalidad jurídica propia para el cumplimiento de sus fines, y pueden existir sin límite de tiempo, o ser creadas únicamente por un tiempo determinado y para la realización de una o más actividades concretas.
En algunos países, las mancomunidades pueden crearse de manera obligatoria para la prestación de determinados servicios cuando la ley así lo establece.

## España
En sentido jurídico, en España, mancomunidad hace referencia a la asociación libre de municipios, dentro del marco jurídico nacional, que crea una entidad local superior y a la que los municipios asociados delegan parte de las funciones o competencias que la ley les atribuye, al objeto de que se preste un servicio conjuntamente para todos sus miembros. De este modo, consisten en formas asociativas de municipios no territoriales y por lo tanto no requieren que los municipios que las componen sean colindantes. Es necesario, eso sí, que se fije con claridad el objetivo, que exista un presupuesto propio y unos órganos de gestión igualmente propios y diferenciados de los participantes. Requisitos: municipios, urbanizaciones o pedanías limítrofes, pertenecer a la misma provincia o consejo insular o cabildo insular  y pertenecer a la misma comarca, existen algunas excepciones muy contadas (ledanía).

### Navarra
En Navarra, históricamente, una mancomunidad es un conjunto de poblaciones que legalmente forman una unidad. Se trata de una división administrativa obsoleta, aunque se utiliza en algunas entidades locales de carácter tradicional, como la Mancomunidad del Valle de Roncal.
Esta figura está reconocida por la Ley de Administración Local de Navarra de 1990, lo que le permite contar con un órgano propio, como es la Junta General del Valle de Roncal.
Existen otras divisiones tradicionales especiales, equiparadas en la práctica a las mancomunidades: la Universidad del Valle de Salazar, la Universidad del Valle de Baztan, la Comunidad del Valle de Aezkoa y la Comunidad de las Bardenas Reales.

## Bolivia
En Bolivia, una mancomunidad es la asociación voluntaria entre entidades territoriales autónomas municipales que desarrollan acciones conjuntas en el marco de las competencias legalmente asignadas a sus integrantes para la realización de planes, programas y proyectos comunes, dentro de un periodo y marco jurídico determinado y que requiere de un directorio y estructura organizativa. En el procedimiento para conformarla se firma un convenio de constitución, firmado por los alcaldes de los municipios participantes, el cual debe también aprobarse por los consejos municipales a través de una ordenanza. Además, debe conformarse un directorio por los alcaldes, así como la redacción de sus estatutos. Una vez reunida esta documentación se inicia la tramitación ante la gobernación.

## Perú
En el Perú la mancomunidad es algo nuevo que comenzó en el año 2016 con la creación de la Mancomunidad del sur que integra a varios departamentos del sur peruano, se plantea que las mancomunidades sea una organización transitoria para la creación de las planteadas macrorregiones

## Ecuador
En el Ecuador las mancomunidades son entidades de derecho público con personalidad jurídica para el cumplimiento de los fines específicos determinados de manera expresa en el convenio de creación. El Código de orgánico de organización territorial, autonomía y descentralización en su artículo 285 dice:
"Los gobiernos autónomos descentralizados regionales, provinciales, distritales, cantonales o parroquiales rurales y los de las circunscripciones territoriales indígenas, afroecuatorianas y montubias podrán formar mancomunidades entre sí, con la finalidad de mejorar la gestión de sus competencias y favorecer sus procesos de integración, en los términos establecidos en la Constitución y de conformidad con los procedimientos y requisitos establecidos en este Código. 
Cuando el mancomunamiento se realice entre dos o más gobiernos autónomos descentralizados del mismo nivel de gobierno que no fueran contiguos o entre gobiernos autónomos descentralizados de distintos niveles se denominarán consorcios. 
Las mancomunidades y consorcios que se constituyan podrán recibir financiamiento del presupuesto general del Estado para la obra o proyecto objeto del mancomunamiento, en función de la importancia de la obra o proyecto, previa aprobación por parte del gobierno central."
Su registro debe hacerse en Consejo Nacional de Competencias de acuerdo al siguiente procedimiento:
1. La resolución de cada uno de los órganos legislativos de los gobiernos autónomos descentralizados integrantes, mediante la cual se aprueba la creación de la mancomunidad;
2. La suscripción del convenio de mancomunidad acordado por los gobiernos autónomos descentralizados, por parte de los representantes legales de cada uno. El convenio de la mancomunidad deberá contener por lo menos los siguientes elementos: denominación de la mancomunidad, identificación de los gobiernos autónomos descentralizados que la integran, su objeto o finalidad específica, el plazo de la misma y los recursos que aporte cada miembro y que constituirán su patrimonio;
3. La publicación del convenio y de las resoluciones habilitantes de cada gobierno autónomo descentralizado en el Registro Oficial; y,
4. La inscripción de la conformación de la mancomunidad en el Consejo Nacional de Competencias, quien será responsable de evaluar la ejecución del cumplimiento de las competencias mancomunadas.

Según el Consejo Nacional de Competencia, al 2016 se registra la conformación de 46 mancomunidades.